# Bernard Taylor, Baron Taylor of Mansfield
Bernard „Harry“ Taylor, Baron Taylor of Mansfield CBE JP (* 18. September 1895; † 11. April 1991) war ein britischer Bergmann, Gewerkschafter und Politiker der Labour Party.

## Frühe Jahre
Taylor entstammte einer Familie von Bergleuten aus Mansfield Woodhouse in Nottinghamshire. Mit 14 Jahren verließ er die Schule und begann, für die Kohlegrube Sherwood Colliery zu arbeiten. Nach einigen Jahren wurde er zum Wiegenkontrolleur befördert. Im Ersten Weltkrieg verweigerte er den Wehrdienst.

## Politische Laufbahn
Harry Taylor war Mitglied der National Union of Mineworkers und trat auch der Labour Party bei. 1925 wurde er in den Stadtrat von Mansfield-Woodhouse gewählt und war Mitglied im Board of Guardians, das die Wohlfahrtsleistungen verwaltete. Bei den britischen Unterhauswahlen 1929 war er Wahlkampfleiter für Labour in Mansfield und organisierte die erfolgreiche Kampagne für den Politiker Charles Brown. Trotz Niederlagen für Labour bei den folgenden Wahlen 1931 und 1935 konnte das Mandat für Labour in Mansfiel gehalten werden. Taylor selbst wurde 1935 in den Nottinghamshire County Council gewählt. 1936 bis 1937 war er Präsident der Nottinghamshire Miners' Association und Vize-Präsident der Notts Miners' Federated Union von 1937 bis 1941.
Kurz vor Weihnachten 1940 starb Charles Brown, der Labour-Parlamentsabgeordnete von Mansfield. Dass Taylor ihm als Abgeordneter nachfolgen würde, war naheliegend, und er wurde bei den Nachwahlen im April 1941 gewählt. Er wurde Parlamentarischer Referent des Abgeordneten Ben Smith, der in der Kriegszeit Parlamentarischer Staatssekretär im Ministry of Aircraft Production war.
In der Nachkriegszeit war er Parliamentary Private Secretary von James Griffiths, dem damaligen Minister zuständig für die Sozialversicherungen (Minister of National Insurance). Während dieser Posten hauptsächlich dazu diente, die Beziehungen zwischen dem Minister und seinen parlamentarischen Kollegen zu betreuen, begleitete Taylor den Minister auch auf seinen Reisen durch das Land. Nach den Wahlen 1950 wurde er Parlamentarischer Staatssekretär im selben Ministerium, bis die Labour Party 1951 die Regierungsverantwortung abgab.
Als Angehöriger der parlamentarischen Opposition widmete sich Taylor, dessen wichtigstes Anliegen immer die sozialen Probleme von Bergleuten waren, vorrangig den Themen der Entschädigung von Arbeitern nach Arbeitsunfällen und -erkrankungen sowie der Verbesserung von Sozialleistungen. Als sich die Labour Party zu Beginn der 1950er Jahre spaltete, schlug sich Taylor auf die Seite der Linken und Aneurin Bevan, die sich gegen die Wiederbewaffnung Deutschlands und die Entwicklung der Wasserstoffbombe wandte. Andererseits war er ein Kritiker des sowjetischen Eingreifens beim Ungarischen Volksaufstand 1956 und der folgenden Geschehnisse. Nach der Kubakrise 1962 war er einer der Parlamentarier, die einen Brief an den US-amerikanischen Präsidenten John F. Kennedy unterzeichneten mit der Forderung, die Atomraketen der USA aus Großbritannien zurückzuziehen als Antwort auf den Rückzug der sowjetischen Raketen von Kuba.

## Peerage und House of Lords
Im Alter von 70 Jahren erklärte Harry Taylor im Dezember 1965 seinen Rücktritt vom politischen Geschäft. Nach den Wahlen 1966 wurde er zum Life peer ernannt mit dem Titel Baron Taylor of Mansfield. Im selben Jahr wurde er mit dem Order of the British Empire (CBE) ausgezeichnet.
1981 tat sich Taylor mit Lord Blyton, einem weiteren früheren Bergarbeiter, zusammen, und spaltete das House of Lords in der Diskussion um die Industrial Relations Bill, ein Gesetz über industrielle Beziehungen, das die Labour Party ablehnte. Er stimmte für die Reform des Scheidungsrechts, aber gegen Sterbehilfe. 1974 wurde er ausgewählt, um mit einer Ergebenheitsaddresse auf die Rede der Queen zu antworten. Beim Referendum um den Beitritt zur Europäischen Wirtschaftsgemeinschaft plädierte er dagegen. Bis er über 90 Jahre alt war, war Taylor ein eifriger Besucher des Oberhauses und verpasste nur wenige Sitzungen.